# Petra Pérez Florido
Petra (al secolo Ana Josefa) Pérez Florido (Valle de Abdalajís, 7 dicembre 1845 – Barcellona, 16 agosto 1906) è stata una religiosa spagnola, fondatrice della congregazione delle Madri degli abbandonati e di San Giuseppe della Montagna. Nel 1994 è stata beatificata da papa Giovanni Paolo II.
La sua memoria liturgica è il 16 agosto.